# Pincho Casanova
Eduardo Casanova, (Montevideo, 25 de febrero de 1957), más conocido como Pincho Casanova, es un director, productor, fotógrafo y realizador audiovisual uruguayo, creador del programa de entrevistas a artistas El Monitor Plástico.

## Biografía
Sus comienzos fueron a principios de 1980, cuando junto a otros realizadores fundaron el CEMA una productora que buscaba apoyar la creación audiovisual para reforzar la identidad uruguaya.
Realiza su primer video arte con la poeta Marosa di Giorgio, Lobo (1989) y numerosos videos junto a Roberto Mascaró, varios de los cuales merecieron premios y menciones. En 1990 viaja becado a Suecia donde conoce y trabaja con el artista noruego-sueco Kjartan Slettemark y el chileno Juan Castillo.
Ha realizado obras de video y dirigido documentales como Guarda e passa en 1989. Desde 1994 se dedica principalmente al programa El Monitor Plástico, que en 3 etapas diferentes entrevistó a más de 200 artistas y cubrió numerosas exposiciones a nivel nacional e internacional, destacándose las Bienales de Venecia.
Desde 2005, codirige la productora pozodeagua televisión junto a Macarena Montañez y desde 2010 asiste al taller de Claudia Anselmi donde toma clases de grabado.